# Rafael Beltrán Ausó
Rafael Beltrán Ausó (Alicante, 7 de octubre de 1856-Alicante, 21 de septiembre de 1925) fue un abogado y político de la Comunidad Valenciana, España.

## Biografía
Hijo del líder republicano Gaspar Beltrán Mayor, desde 1878 ejerció de abogado y en 1880 fue nombrado secretario del Partido Republicano Posibilista en Alicante, pero en 1895 la abandonó para ingresar en el Partido Liberal, partido con el que fue elegido miembro de la Diputación provincial en 1896 y presidente de la misma entre 1897 y 1898. También fue presidente de la Real Sociedad Económica de Amigos del País, lo que le permitió influir en el censo electoral. Fue nombrado senador por la circunscripción electoral de Alicante en 1899 y 1901, y elegido diputado por Alicante en las elecciones generales de 1903 y 1905. En 1909 se alineó con el sector liberal demócrata encabezado por José Canalejas, y a su muerte fue el hombre de confianza del conde de Romanones en Alicante.
Fue decano del Ilustre Colegio de la Abogacía de Alicante desde 1910, año en que falleció su predecesor, hasta 1925, que fue el año de su propia defunción. Su principal objetivo fue continuar la modernización del colegio que iniciaron sus predecesores, trasladó la sede de la calle Sagasta (San Francisco) a un local en la plaza del Alfonso XII (actual plaza del Ayuntamiento) junto a la Audiencia Provincial de Alicante. En su segunda etapa apostó por la creación de la biblioteca y en dignificar la institución colegial. y accionista de la sucursal del Banco de España en Alicante.
Fue uno de los políticos más influyentes de la época en Alicante, miembro del patronato de la Caja de Ahorros de Alicante, socio de la Liga de Contribuyentes, del Sindicato de Riegos de la Huerta, miembro de la Cámara Agrícola Provincial, presidente del Casino de Alicante y de la Junta de Obras del Puerto de Alicante, vicepresidente y principal accionista de Riegos de Levante y de otras sociedades clave que suministraban agua y electricidad a la ciudad de Alicante. Fue nuevamente nombrado senador en 1918, 1919 y 1920, y elegido diputado en las elecciones generales de 1923.
| Predecesor: José García Soler | 7º Decano del Ilustre Colegio de la Abogacía de Alicante 1910-1925 | Sucesor: Antonio Martínez Torrejón |